# Coenonympha insubrica
Coenonympha insubrica är en fjärilsart som beskrevs av Frey 1881. Coenonympha insubrica ingår i släktet Coenonympha och familjen praktfjärilar. Inga underarter finns listade i Catalogue of Life.